# 風吹望
風吹 望(ふぶき のぞみ)はフランス書院で活躍する官能小説家。

## 作品の傾向
社会的地位が高い女性や気品の高い女性を調教し、性奴隷化していく作品が多い。
男性が複数の女性を奴隷として服従させる(いわゆるハーレムエンド)が多い傾向だが、全作品に共通しているわけではない。

## 作品リスト
以下に作品とターゲットとなった女性の職業を記す。
- 役員秘書・涼子と美沙 - 秘書
- 牝奴隷キャスター・三十歳 - テレビキャスター
- トリプル・オフィスレイプ - 一流電気メーカーのエリート新入社員
- スチュワーデス姉妹・ダブルレイプ - キャビンアテンダント
- オフィス地獄レイプ！ - 商業施設運営会社エリート課長
- レイプ・トライアングル - 大手自動車メーカー受付社員
- 密猟高層マンション【人妻奴隷】 - セレブ人妻・未亡人